# 思茅港镇
思茅港镇，原称竹林镇，是中华人民共和国云南省普洱市思茅区下辖的一个乡镇级行政单位。

## 行政区划
思茅港镇下辖以下地区：
橄榄坝村、那澜村、莲花塘村、凉水箐村、茨竹林村、弯手寨村和大车树村。